# استوانه‌های نبونایید
استوانه‌های نبونایید کتیبه‌های میخی متعلق به نبونایید پادشاه بابل در سال‌های ۵۳۹ تا ۵۵۶ پیش از میلاد هستند که جنس آن‌ها از گِل پخته‌شده و ظاهرشان به‌صورت استوانه است. این کتیبه‌ها مجموعاً ۴ استوانه‌اند که از سیپار و اور به‌دست آمده‌اند.
استوانه‌های نبونایید که از سیپار به‌دست آمده‌اند دارای متن‌هایی طولانی هستند و وی در آن‌ها چگونگی تعمیر ۳ پرستش‌گاه را شرح می‌دهد:
محراب خدای ماه سین در حران، محراب خدای جنگ، ایشتار در سیپار، و معبد شمش در سیپار.
استوانه‌های نبونایید از شهر اور شامل استوانهٔ پیِ بنای معبد زیگوراتی به‌نام E-lugal-galga-sisa است که به خدای سین در اور تعلق داشت. نبونایید شرح می‌دهد که چگونه ساختمان را بازسازی و تعمیر کرد. این استوانه احتمالاً آخرین سنگ‌نوشتهٔ پیِ بنای متعلق به یک شاه است که تاریخ آن به حدود سال ۵۴۰ پیش از میلاد بازمی‌گردد. متن این استوانه به این دلیل قابل توجه است که تلفیقی از سین، مردوک و نبو را ارائه می‌دهد.
استوانه‌های نبونایید از اور به‌دلیل اینکه از پسری به‌نام بلشاصر نام می‌برند نیز حائز توجه است؛ از این پسر در کتاب دانیال نیز نام برده شده‌است.

## مطالعهٔ بیش‌تر
- Paul-Alain Beaulieu, The Reign of Nabonidus, King of Babylon 556-539 B.C. (1989)
- Bromiley, Geoffrey W. (1995). International Standard Bible Encyclopedia: A-D Grand Rapids, Michigan. Wm. B. Eerdmans Publishing. Google preview available, accessed April 4, 2011. Archeology section is exceptionally thorough.
- Goodspeed, George Stephen (1902). A History of the Babylonians and Assyrians. New York. Charles Scribner's Sons.